# هردلورزی (ناحیه ملادا بولسلاف)
هردلورزی (به چکی: Hrdlořezy) یک منطقهٔ مسکونی در جمهوری چک است که در ناحیه ملادا بولسلاو واقع شده‌است. هردلورزی ۹٫۰۷ کیلومتر مربع مساحت و ۷۵۲ نفر جمعیت دارد و ۲۸۶ متر بالاتر از سطح دریا واقع شده‌است.